# Sean John
Sean John Clothing Inc è un'azienda di abbigliamento e profumeria di proprietà del produttore e cantante di musica hip hop Sean Combs. L'azienda prende il proprio nome dal nome intero di Combs.

## Storia
I primi capi prodotti dall'azienda sono state delle T-shirt nere con stampata la firma del marchio. Fino al 2004 le collezioni dell'azienda si limitavano a capi di abbigliamento destinati ad un target giovane ed aderente alla cultura hip hop Dopo una sensibile flessione nei dati di vendite, sia la gestione dell'azienda che la gamma dei prodotti sono stati rivoluzionati, accostando alle classiche linee di abbigliamento a basso costo, anche varie collezioni di prêt-à-porter. Nel 2004 è stato assunto come consulente lo stilista Zac Posen.
Nell'ottobre del 2003, la stampa statunitense ha sollevato delle accuse nei confronti dell'azienda per le condizioni di lavoro miserabili a cui sarebbero costretti gli operai honduregni di Sean John. Sean Combs ha tuttavia negato queste notizie. Nel 2004 l'azienda è stata insignita del Council of Fashion Designers of America Fashion Award nel campo dell'abbigliamento maschile.

## Testimonial
Fra i vari testimonial del marchio si possono citare Combs stesso, i musicisti Nelly, T.I., Fabolous, Game, Dolla, Rick Ross e Busta Rhymes, l'atleta Dwyane Wade, ed i modelli Tyson Beckford e Kevin Navayne.